# Uniwersytet Damasceński
Uniwersytet Damasceński (arab. ‏جامعة دمشق‎, Dżāmi‘atu Dimaszk) – najstarszy i największy uniwersytet w Syrii. Ma siedzibę w Damaszku oraz kampusy w innych miastach kraju. Uczelnia została założona w 1923 roku. Do 1958 roku nosiła nazwę Uniwersytetu Syryjskiego, ale po utworzeniu Uniwersytetu w Aleppo zmieniono ją na obecną.

## Współpraca międzynarodowa
Uniwersytet Damasceński należy m.in. do: Międzynarodowego Stowarzyszenia Uniwersytetów (IAU), Stowarzyszenia Uniwersytetów Arabskich (AAU), Federacji Uniwersytetów Świata Islamu (FUIW) oraz Unii Uniwersytetów Śródziemnomorskich (UNIMED). 

## Wydziały
- Wydział Medycyny
- Wydział Inżynierii Cywilnej
- Wydział Prawa
- 2 Wydziały Sztuki
- Wydział Architektury
- Wydział Studiów Islamskich
- 2 Wydziały Ekonomii i Handlu
- Wydział Dentystyczny
- Wydział Farmacji
- Wydział Literatury
- 3 Wydziały Nauk Humanistycznych
- Wydział Nauk Przyrodniczych
- 4 Wydziały Pedagogiki
- Wydział Mechaniki i Elektryczności
- 2 Wydziały Rolnictwa